# Верхняя Коя (Минусинский район)
Верхняя Коя — село в Минусинском районе Красноярского края. Входит в состав Знаменского сельсовета.

## География
Расположено на берегах реки Болшая Коя. Абсолютная высота — 352 метра над уровнем моря.Геологическое отношения имеет к Ойскому бассейну.
Климат
Климат характеризуется как резко континентальный, с продолжительной морозной зимой и коротким тёплым летом. Среднегодовая температура воздуха составляет −3,4°С. Средняя температура воздуха самого тёплого месяца (июля) составляет 16,9 °C; самого холодного (января) — −22,4 °C. Среднегодовое количество атмосферных осадков составляет 510 мм.

## История
Основано в 1912 году ссыльными казаками из Перми семьи Белозеровых. В 1926 году в деревне Верхняя Коя (Новая Коя) имелось 191 хозяйство и проживало 910 человек (436 мужчин и 474 женщины). В национальном составе населения того периода преобладали русские. Действовала школа I ступени. В административном отношении являлась центром Верхне-Коянского сельсовета Минусинского района Минусинского округа Сибирского края.В советское время функционировал колхоз Красный Трактор.

## Население
| 2010 |
| ---- |
| 333  |

Половой состав
По данным Всероссийской переписи населения 2010 года в гендерной структуре населения мужчины составляли 46,5 %, женщины — соответственно 53,5 %.
Национальный состав
Согласно результатам переписи 2002 года, в национальной структуре населения русские составляли 84 % из 397 чел.